# Abdullah Radif
Abdullah bin Hadi bin Jaber Radif, noto semplicemente come Abdullah Radif (in arabo عبد الله بن هادي بن جابر رديف‎?; 20 gennaio 2003), è un calciatore saudita, attaccante dell'Al-Ettifaq, in prestito dall'Al-Hilal, e della Nazionale saudita.

## Statistiche

### Cronologia presenze e reti in nazionale
| Cronologia completa delle presenze e delle reti in nazionale ― Arabia Saudita | Cronologia completa delle presenze e delle reti in nazionale ― Arabia Saudita | Cronologia completa delle presenze e delle reti in nazionale ― Arabia Saudita | Cronologia completa delle presenze e delle reti in nazionale ― Arabia Saudita | Cronologia completa delle presenze e delle reti in nazionale ― Arabia Saudita | Cronologia completa delle presenze e delle reti in nazionale ― Arabia Saudita | Cronologia completa delle presenze e delle reti in nazionale ― Arabia Saudita | Cronologia completa delle presenze e delle reti in nazionale ― Arabia Saudita |
| Data                                                                          | Città                                                                         | In casa                                                                       | Risultato                                                                     | Ospiti                                                                        | Competizione                                                                  | Reti                                                                          | Note                                                                          |
| ----------------------------------------------------------------------------- | ----------------------------------------------------------------------------- | ----------------------------------------------------------------------------- | ----------------------------------------------------------------------------- | ----------------------------------------------------------------------------- | ----------------------------------------------------------------------------- | ----------------------------------------------------------------------------- | ----------------------------------------------------------------------------- |
| 1-12-2021                                                                     | Ar Rayyan                                                                     | Arabia Saudita                                                                | 0 – 1                                                                         | Giordania                                                                     | Coppa araba FIFA 2021 - 1º turno                                              | -                                                                             | 81’                                                                           |
| 4-12-2021                                                                     | Ar Rayyan                                                                     | Palestina                                                                     | 1 – 1                                                                         | Arabia Saudita                                                                | Coppa araba FIFA 2021 - 1º turno                                              | -                                                                             | 60’                                                                           |
| 7-12-2021                                                                     | Doha                                                                          | Marocco                                                                       | 1 – 0                                                                         | Arabia Saudita                                                                | Coppa araba FIFA 2021 - 1º turno                                              | -                                                                             | 65’                                                                           |
| 22-10-2022                                                                    | Abu Dhabi                                                                     | Arabia Saudita                                                                | 1 – 0                                                                         | Macedonia del Nord                                                            | Amichevole                                                                    | -                                                                             |                                                                               |
| 6-11-2022                                                                     | Abu Dhabi                                                                     | Islanda                                                                       | 0 – 1                                                                         | Arabia Saudita                                                                | Amichevole                                                                    | -                                                                             | 80’                                                                           |
| 16-11-2023                                                                    | Dammam                                                                        | Arabia Saudita                                                                | 4 – 0                                                                         | Pakistan                                                                      | Qual. Mondiali 2026                                                           | 1                                                                             | 64’ 71’                                                                       |
| 19-11-2023                                                                    | Amman                                                                         | Giordania                                                                     | 0 – 2                                                                         | Arabia Saudita                                                                | Qual. Mondiali 2026                                                           | -                                                                             | 82’                                                                           |
| 4-1-2024                                                                      | Al Wakrah                                                                     | Arabia Saudita                                                                | 1 – 0                                                                         | Libano                                                                        | Amichevole                                                                    | -                                                                             |                                                                               |
| 16-1-2024                                                                     | Doha                                                                          | Arabia Saudita                                                                | 2 – 1                                                                         | Oman                                                                          | Coppa d'Asia 2023 - 1º turno                                                  | -                                                                             | 63’                                                                           |
| 21-1-2024                                                                     | Ar Rayyan                                                                     | Kirghizistan                                                                  | 0 – 2                                                                         | Arabia Saudita                                                                | Coppa d'Asia 2023 - 1º turno                                                  | -                                                                             | 64’                                                                           |
| 25-1-2024                                                                     | Ar Rayyan                                                                     | Arabia Saudita                                                                | 0 – 0                                                                         | Thailandia                                                                    | Coppa d'Asia 2023 - 1º turno                                                  | -                                                                             | 64’                                                                           |
| 30-1-2024                                                                     | Al Rayyan                                                                     | Arabia Saudita                                                                | 1 – 1 dts (2 – 4 dtr)                                                         | Corea del Sud                                                                 | Coppa d'Asia 2023 - Ottavi di finale                                          | 1                                                                             | 46’                                                                           |
| 21-3-2024                                                                     | Riad                                                                          | Arabia Saudita                                                                | 1 – 0                                                                         | Tagikistan                                                                    | Qual. Mondiali 2026                                                           | -                                                                             | 69’                                                                           |
| 26-3-2024                                                                     | Dušanbe                                                                       | Tagikistan                                                                    | 1 – 1                                                                         | Arabia Saudita                                                                | Qual. Mondiali 2026                                                           | -                                                                             | 74’                                                                           |
| 11-6-2024                                                                     | Riad                                                                          | Arabia Saudita                                                                | 1 – 2                                                                         | Giordania                                                                     | Qual. Mondiali 2026                                                           | -                                                                             | 63’                                                                           |
| 5-9-2024                                                                      | Riad                                                                          | Arabia Saudita                                                                | 1 – 1                                                                         | Indonesia                                                                     | Qual. Mondiali 2026                                                           | -                                                                             | 58’                                                                           |
| 10-10-2024                                                                    | Gedda                                                                         | Arabia Saudita                                                                | 0 – 2                                                                         | Giappone                                                                      | Qual. Mondiali 2026                                                           | -                                                                             | 77’                                                                           |
| 15-10-2024                                                                    | Gedda                                                                         | Arabia Saudita                                                                | 0 – 0                                                                         | Bahrein                                                                       | Qual. Mondiali 2026                                                           | -                                                                             | 46’                                                                           |
| 14-11-2024                                                                    | Melbourne                                                                     | Australia                                                                     | 0 – 0                                                                         | Arabia Saudita                                                                | Qual. Mondiali 2026                                                           | -                                                                             | 90+7’                                                                         |
| 19-11-2024                                                                    | Giacarta                                                                      | Indonesia                                                                     | 2 – 0                                                                         | Arabia Saudita                                                                | Qual. Mondiali 2026                                                           | -                                                                             | 61’ 90+3’                                                                     |
| 17-12-2024                                                                    | Riad                                                                          | Arabia Saudita                                                                | 3 – 1                                                                         | Trinidad e Tobago                                                             | Amichevole                                                                    | -                                                                             |                                                                               |
| 22-12-2024                                                                    | Al Kuwait                                                                     | Arabia Saudita                                                                | 2 – 3                                                                         | Bahrein                                                                       | Coppa delle nazioni del Golfo 2024 - 1º turno                                 | -                                                                             | 46’                                                                           |
| 25-12-2024                                                                    | Al Kuwait                                                                     | Yemen                                                                         | 2 – 3                                                                         | Arabia Saudita                                                                | Coppa delle nazioni del Golfo 2024 - 1º turno                                 | -                                                                             |                                                                               |
| 28-12-2024                                                                    | Al Kuwait                                                                     | Iraq                                                                          | 1 – 3                                                                         | Arabia Saudita                                                                | Coppa delle nazioni del Golfo 2024 - 1º turno                                 | -                                                                             | 53’ 70’                                                                       |
| 31-12-2024                                                                    | Al Kuwait                                                                     | Oman                                                                          | 2 – 1                                                                         | Arabia Saudita                                                                | Coppa delle nazioni del Golfo 2024 - Semifinale                               | -                                                                             | 68’                                                                           |
| Totale                                                                        |                                                                               | Presenze                                                                      | 25                                                                            |                                                                               | Reti                                                                          | 2                                                                             |                                                                               |

## Palmarès

### Club

#### Competizioni nazionali
- Campionato saudita: 1

Al-Hilal: 2021-2022
- Supercoppa saudita: 1

Al-Hilal: 2021

#### Competizioni internazionali
- AFC Champions League: 1

Al-Hilal: 2021